# 50-я дивизия крейсеров
50-я дивизия крейсеров - тактическое соединение крейсеров в составе эскадры Черноморского флота ВМФ СССР в 1953-1961 годах. Базировалось на главную базу флота в Севастополе.

## Служба
Сформирована в 1953 году в составе эскадры Черноморского флота. Из состава Бригады крейсеров ЧФ создали 50-ю дивизию крейсеров (крейсера «Адмирал Нахимов», «Ворошилов» и «Молотов») с подчинением непосредственно командующему флотом. С 1954 года в состав дивизии вошли крейсер проекта 68-бис «Михаил Кутузов» и с декабря 1955 года «Дзержинский».
Во время визита правительственной делегации на ЧФ 13 октября 1955 года крейсер «Адмирал Нахимов» посетили Н. С. Хрущев, А. И. Микоян, Г. К. Жуков, Н. А. Булганин, Л. И. Брежнев  и другие руководящие лица.
29 октября 1955 года командир 50-й дивизии контр-адмирал С. М. Лобов держал свой флаг на крейсере "Молотов".  Крейсер находился в Северной бухте на бочке № 1 впереди линкора "Новороссийск". После взрыва аварийные партии бригады участвовали в спасении и эвакуации пострадавших.
В декабре 1955 года 50-я дивизия крейсеров была снова подчинена Эскадре.
29 марта 1956 была дополнительно сформирована 44-я дивизия крейсеров Черноморского флота.
4 октября 1957 года министр обороны Маршал СССР Г.К. Жуков  прибыл на борт крейсера «Куйбышев». Встречали его командир корабля, капитан 1 ранга В.В. Михалин и командир 50-й дивизии, контр – адмирал  А. Н. Тюняев. Из сообщения газеты «Правда»: «По парадному трапу Маршал Г. К. Жуков поднимается на корабль. Раздается команда вахтенного офицера «Смирно!». На грот-стеньге взвивается флаг Министра обороны СССР. Командир отряда кораблей контр-адмирал А. Н. Тюняев докладывает о готовности кораблей к походу в Югославию и Албанию. Командир корабля капитан первого ранга  В. В. Михайлин отдает рапорт».
В апреле 1961 года на основании закона о новом значительном сокращении Вооружённых Сил СССР была расформирована эскадра Черноморского флота, обе дивизии крейсеров (44-я и 50-я), две из трёх бригад эскадренных миноносцев (187-я и 188-я), а 150-я бригада была переформирована и передана в прямое подчинение командующему Черноморским флотом. Все корабли из расформированных соединений флота (5 крейсеров, четыре больших ракетных корабля, семь эсминцев проекта 30-бис и четыре проекта 56, два судна-цели, семь кораблей 50-го дивизиона кораблей резерва и др.) временно вошли в состав 150-й бригады, число входящих в соединение кораблей достигло 51 вымпела.

## Состав
- крейсер проекта 68-бис «Адмирал Нахимов», командир – капитан 2 ранга Василий Виргинский,
- крейсер проекта 26 «Ворошилов» (в феврале 1956 года был выведен из боевого состава)
- крейсер проекта 26-бис «Молотов» (14 января 1959 крейсер был выведен из боевого состава и законсервирован)
- крейсер проекта 68-бис «Михаил Кутузов» командир – капитан 2 ранга М. З. Любичев,
- крейсер проекта 68-бис «Дзержинский»,  командир – капитан 1 ранга Петр Старшинов,
- крейсер проекта 68-к Куйбышев (крейсер)  (18 апреля 1958 года выведен из боевого состава и переклассифицирован в учебный  крейсер)
- крейсер типа «Дюка д’Аоста» «Керчь» командир  – капитан 1 ранга Григорий Михальченко. (16 февраля 1956 крейсер был переклассифицирован в учебный крейсер).
- приданная бригада эсминцев разного состава

## Командование
командиры 
- апрель 1953 года — декабре 1954 года - контр-адмирал Петрищев, Николай Андреевич[2]
- 9 декабря 1954 — 15 октября 1955 года - контр-адмирал Лобов Семен Михайлович[3]
- 22 июня 1956[4]  — 06 июня 1960 - контр-адмирал Тюняев Алексей Николаевич

начальники штаба
- -  капитан 1-го ранга Николай Загольский

начальник политотдела 
- – капитан 1-го ранга Александр Морозов